# Elsfleth

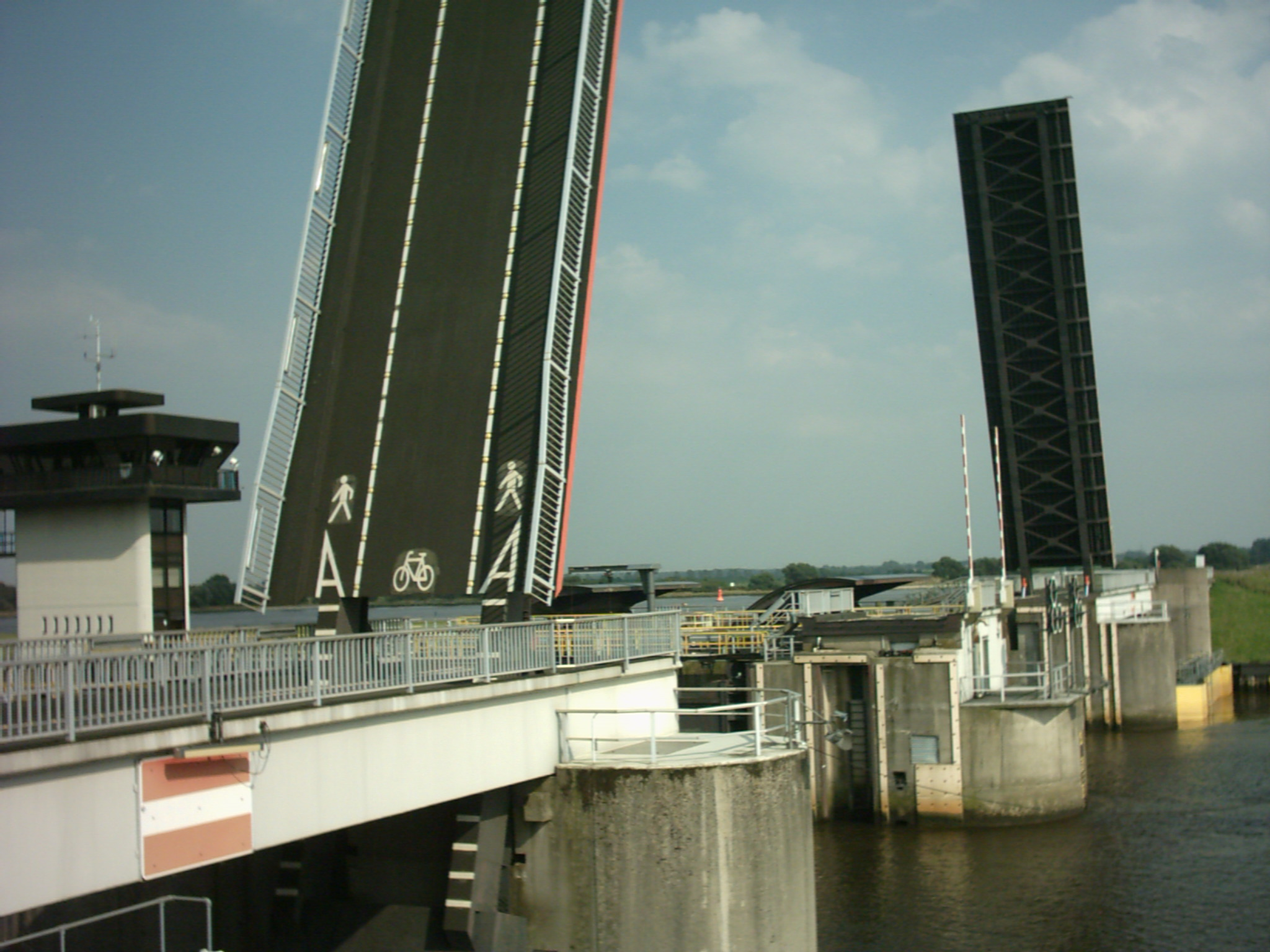
En skyddsanläggning mot översvämningar, Huntesperrwerk, finns i Elsfleth

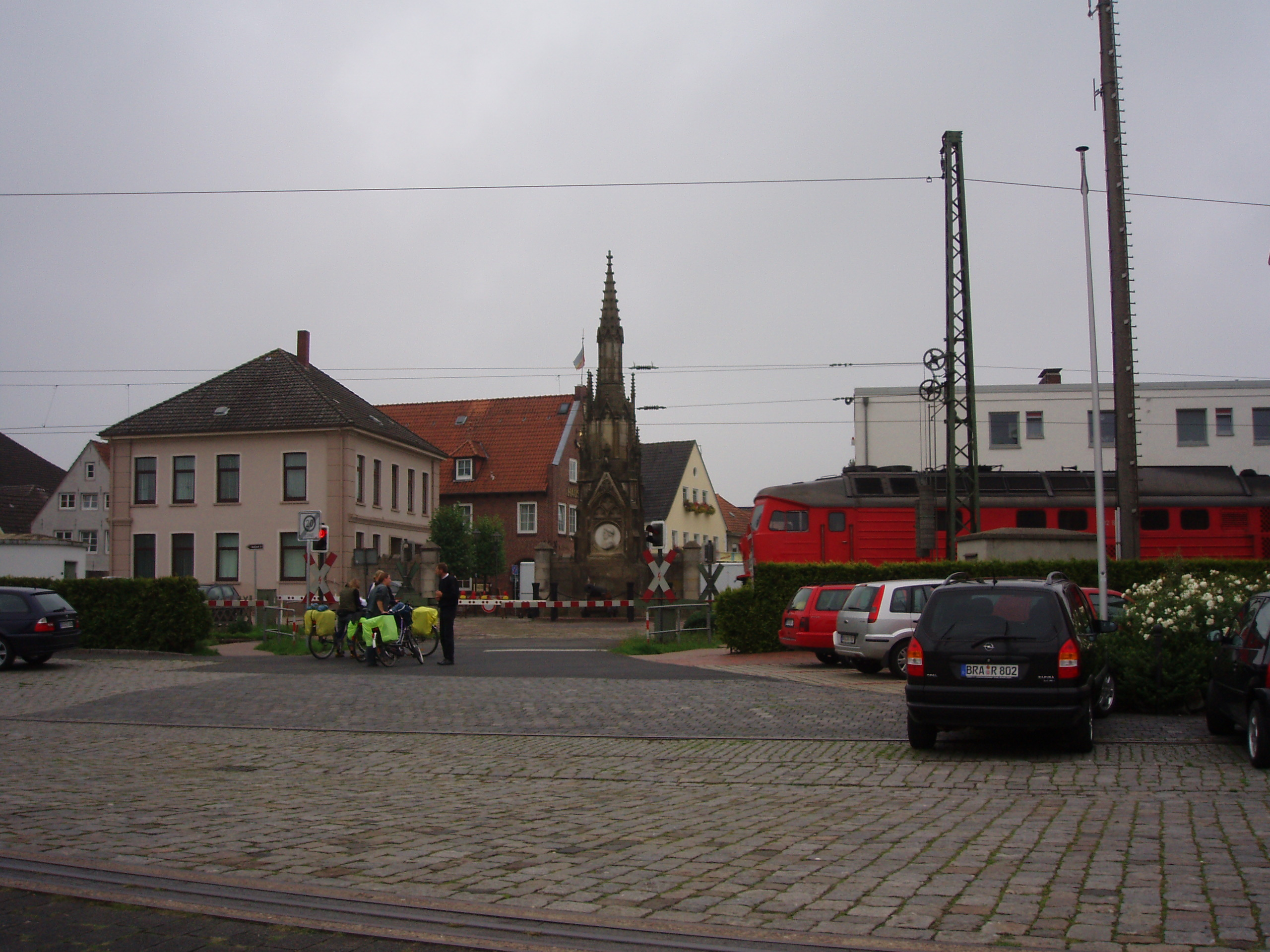
Hamnen i Elsfleth

Elsfleth är en stad i det nordvästtyska distriktet Wesermarsch i det historiska landskapet Oldenburger Land i delstaten Niedersachsen. Staden har cirka 9 000 invånare.

## Geografi
Elsfleth ligger på det nordtyska låglandet vid floden Huntes inlopp i Weser. Staden ligger nära Nordsjön och havsbukten Jadebusen.

## Historia
Elsfleth omnämns första gången 1220 och är därmed en av de äldsta orterna längs nedre Weser (Unterweser). Kring år 860 lär Bremens biskop Ansgar ha grundet Elsfleths första kyrka.
På 1100- och 1200-talen var Elsfleth kyrklig centralort för landskapet Stedingen och i mitten av 1300-talet kom Elsfleth att tillfalla Oldenburg. År 1504 byggdes St. Nicolai-kyrkan som fick sin nuvarande form 1690. Genom att greve Anton Günther började ta ut en tullavgift vid Elsfleth för trafiken på Weser så fick orten ett kraftigt uppsving från och med 1624. Tullen togs upp fram till 1820. I maj 1856 fick Elsfleth stadsrättigheter.
Elsfleths ekonomiska historia har präglats av floderna Weser och Hunte och närheten till Nordsjön. I mitten av 1800-talet utvecklades Elsfleth till den viktigaste hamnen i Oldenburger Land. I staden fanns som mest 22 rederier och 100 fartyg. Flera varv i Elsfleth byggde segelfartyg. År 1832 grundades navigationsskolan som fortfarande finns kvar i form av en sjöfartsskola.
När ångfartygen gjorde sitt intåg började Elsfleths ekonomiska tillbakagång. Stadens rederier konkurrerades ut.

## Näringsliv
Elsfleths näringsliv präglas i dag av olika företag, bland annat ett varv och ett antal rederier. Elsfleth ligger vid järnvägen mellan Hude och Nordenham.
I floden Hunte finns en skyddsanläggning mot högvatten och stormfloder (ett så kallat sperrwerk) vid Elsfleth. Skyddsanläggningen i Elsfleth byggdes 1976–1979 och skyddar även bland annat staden Oldenburg mot översvämningar.